# Loch Glass
Loch Glass är en sjö i Storbritannien.   Den ligger i kommunen Highland och riksdelen Skottland, i den norra delen av landet, 700 km norr om huvudstaden London. Loch Glass ligger 218 meter över havet. Arean är 4,0 kvadratkilometer. I omgivningarna runt Loch Glass växer i huvudsak blandskog. Den sträcker sig 3,7 kilometer i nord-sydlig riktning, och 4,8 kilometer i öst-västlig riktning.